# La reina María Luisa a caballo

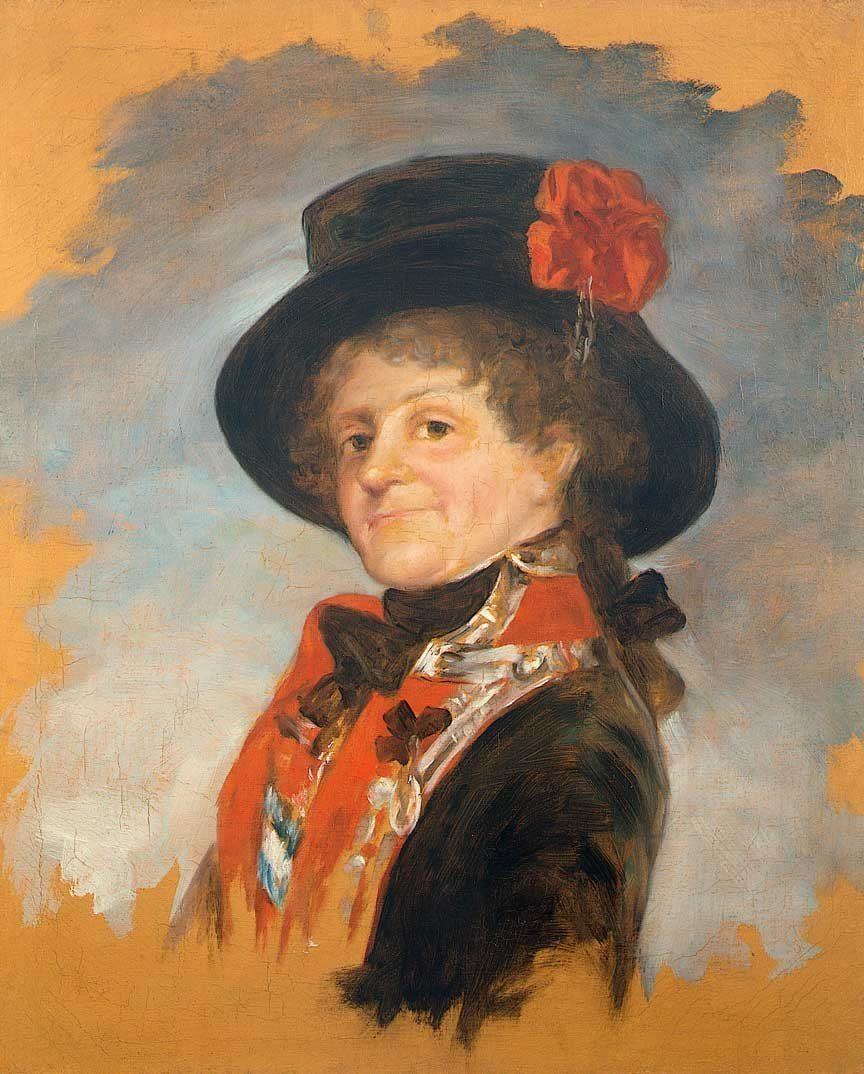
Boceto preparatorio, colección privada.

La reina María Luisa a caballo es un óleo del pintor Francisco de Goya que representa a la reina María Luisa de Parma. El retrato ecuestre de la reina y su pendant o pareja Carlos IV a caballo se encuentran en la colección del Prado.

## Contexto
Carlos III, rey de España, en cuya corte trabajaba Goya, murió en 1788. Su hijo mayor sobreviviente, el infante Carlos (1748-1819), era rey de Nápoles y Sicilia, pero entregó la corona a su hijo y llegó a Madrid en 1789 para ocupar el trono español con su esposa María Luisa de Parma. Goya se convirtió en el pintor de cámara de los reyes y los retrató muchas veces.
El retrato ecuestre de la reina se realizó en 1799, su pendant Carlos IV a caballo en los años 1800-1801. La reina posó para Goya en tres ocasiones y quedó satisfecha con el resultado . Las pinturas estaban destinadas al salón representativo del Palacio Real de Madrid, donde el rey comía en presencia de dignatarios extranjeros. Allí colgaron, junto a otros retratos ecuestres de gran formato de Velázquez (Felipe IV a caballo) y Tiziano (Carlos V a caballo en Mühlberg) que representan a los gobernantes de España de la dinastía Habsburgo que gobernó hasta finales del siglo XVII. La dinastía borbónica, de la que procedían Carlos IV y María Luisa, se encontraba en una situación precaria tras el derrocamiento de su rama francesa en la Revolución Francesa. Al comparar los retratos de ambas dinastías, quisieron enfatizar la continuidad de la monarquía española frente a la amenaza.
Para mejorar las relaciones diplomáticas con Francia, Carlos IV encargó, a través de su embajador, un retrato ecuestre de Napoleón (Napoleón cruzando el paso del San Bernardo en 1800) al pintor jefe de la Francia revolucionaria, Jacques-Louis David. Además, se enviarían a París retratos de cuerpo entero de los monarcas con trajes de gala.

## Descripción
La reina viste el uniforme de coronel de la Guardia de Corps en una versión femenina especialmente hecha para ella. Hay una banda de la orden de su propio nombre cruzando el pecho bajo la chaqueta, así como la Orden de la Cruz Estrellada prendida en una cinta negra a la solapa. Monta a Marcial, un caballo regalado a los reyes por su favorito Manuel Godoy, en una época en la que se intentaba renovar la raza equina española. María Luisa lleva las riendas de forma natural y segura de sí misma; monta audaz a la jineta, a horcajadas, no a la amazona, con las piernas juntas, como el decoro pedía para las damas. La mirada altiva de la reina se interpreta como satisfacción por haber logrado dominar un caballo fogoso.

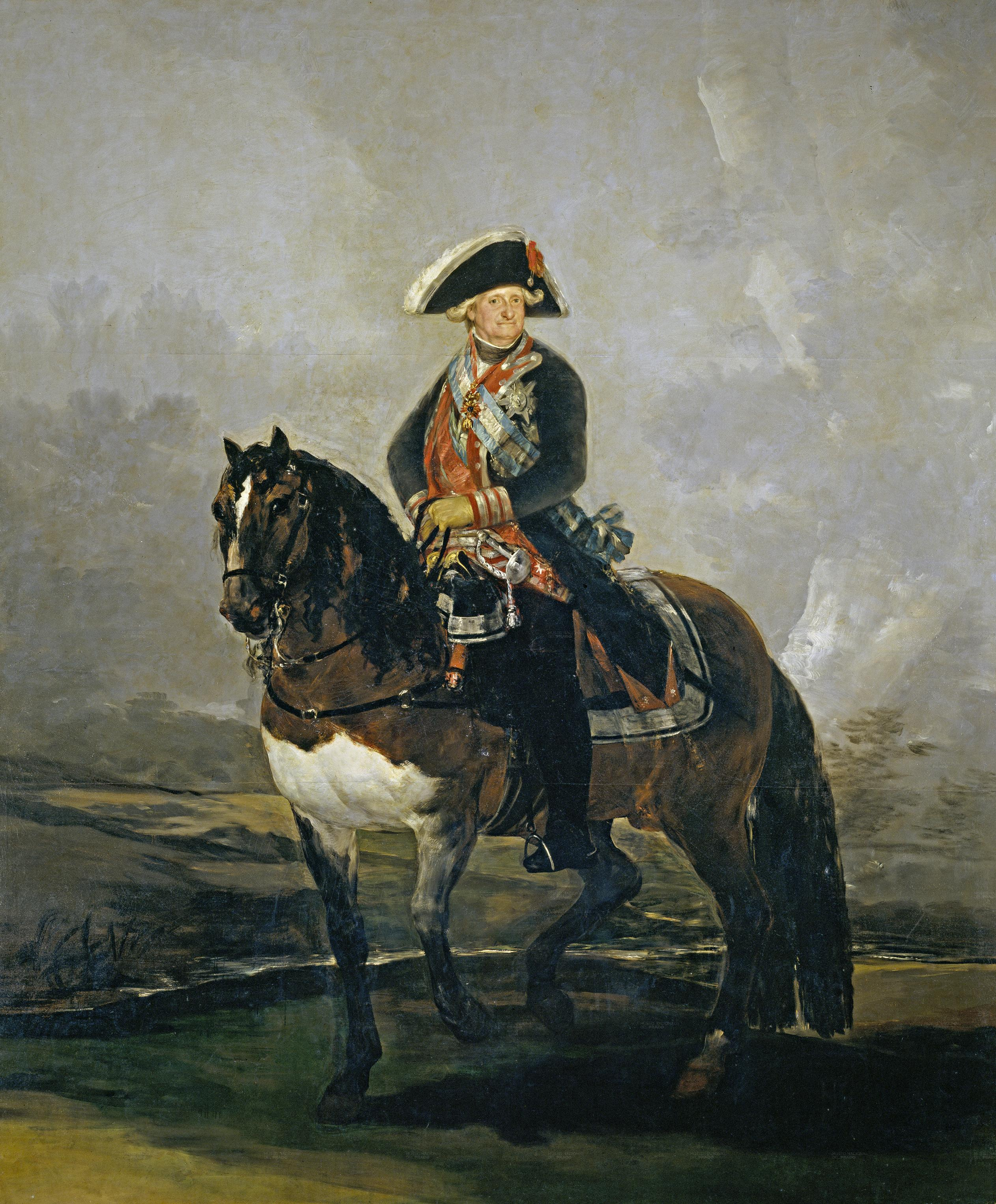
Carlos IV a caballo.

Goya se inspiró en los retratos ecuestres de las reinas Margarita de Austria e Isabel de Borbón de Velázquez. Conocía bien estas obras, porque en 1778 realizó dibujos y grabados a partir de ellas. Así, se apartó de la tradición de los retratos sobre un caballo encabritado, que simboliza el poder y la autoridad, en favor de un ejemplar majestuoso y pacífico. También se le pidió al pintor que retratara a los caballos reales. A pesar de estar inspirados en los de Velázquez, los caballos de Goya son más dinámicos que los de las pinturas del maestro barroco. Pintar caballos le resultaba a menudo difícil, lo que relata en su correspondencia con su amigo Martín Zapater. En la zona de las orejas y patas del caballo se pueden observar numerosos arrepentimientos del pintor.
El fondo montañoso de la Sierra de Guadarrama también está inspirado en Velázquez. La silueta de la reina se destaca sobre el cielo nublado y tormentoso. Al fondo se puede ver el contorno del Escorial, en esta zona Goya preparó bocetos para los retratos.

## Procedencia
El cuadro fue expuesto en el Palacio Real de Madrid. Junto con parte de la colección real, se incluyó en la colección del Museo del Prado.